# Euglossa allosticta
Euglossa allosticta là một loài Hymenoptera trong họ Apidae. Loài này được Moure mô tả khoa học năm 1969.